# Lac Jindabyne
Lac Jindabyne est un barrage situé sur la Snowy River en Australie dans la région de Nouvelle-Galles du Sud. Il fait partie du aménagements hydroélectriques des Snowy Mountains (Snowy Mountains Hydro-Electric Scheme).

## Le Lac

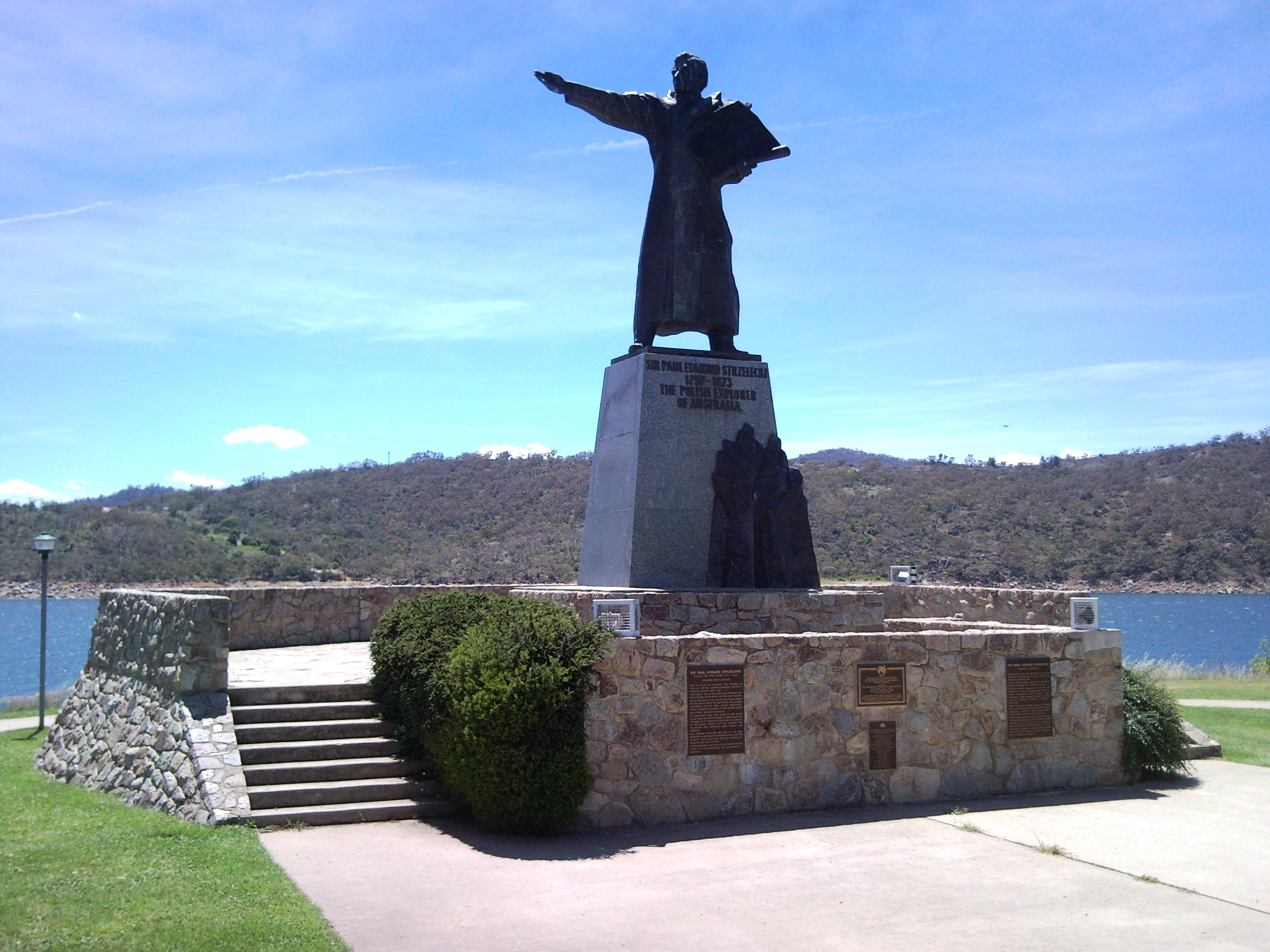
Le monument a l'explorateur Paweł Edmund Strzelecki.

Le lac est populaire pour les pêcheurs et est située près du parc national du Kosciuszko et des stations de ski de Nouvelle-Galles du Sud: comme Perisher; Thredbo.
La ville de Jindabyne a été déplacée en 1967 pendant la construction du Aménagement Hydroélectrique des Snowy Mountains (Snowy Scheme). La ville originale a été inondée par le lac Jindabyne. 
Situé dans la région des Snowy Mountains, la plus haute du continent australien, le  Snowy Scheme a été mené entre 1949 et 1974. Il a compris la déviation de cours d'eau pour produire de l'électricité pour les villes du sud-est et pour permettre l'irrigation de l'intérieur sec du pays. Seize barrages importants ; sept centrales importantes (deux au fond) ; une station de pompage ; 145 km des tunnels par les montagnes ; et 80 km des aqueducs ont été construits. L'arrangement est actionné et maintenu par Snowy Hydro Limited.

## Cinéma
- Jindabyne, Australie (Jindabyne en version originale) est un film australien de Ray Lawrence sorti en 2006.